# Anomis guttanivis
Anomis guttanivis là một loài bướm đêm trong họ Erebidae.